# رودريغو بايز
رودريغو بايز (بالإسبانية: Rodrigo Báez)‏ هو لاعب كرة قدم باراغواياني في مركز الوسط، ولد في 23 نوفمبر 1994 في أسونسيون في باراغواي. شارك مع منتخب باراغواي تحت 17 سنة لكرة القدم. أما مع النوادي، فقد لعب مع كولو-كولو ولاسيرينا.

## وصلات خارجية
- رودريغو بايز على موقع قاعدة بيانات كرة القدم.إي يو (الإنجليزية)
- رودريغو بايز على موقع Soccerway.com (الإنجليزية)
- رودريغو بايز على موقع عالم كرة القدم.نت (الإنجليزية)
- رودريغو بايز على موقع AS.com (الإسبانية)